# Upakal K'inich Janaab' Pakal
Upakal K'inich Janaab' Pakal o Upakal K'inich fue un ahau o gobernante maya del ajawlal o señorío de B'aakal, cuya sede era Lakam Ha', actualmente conocida como la zona arqueológica de Palenque, en el actual estado mexicano de Chiapas. Es referido también como K'inich Janaab Pakal II.  Su nombre ha sido traducido como Escudo del Dios Sol. Son muy pocos los datos que se conocen de este ahau, es probable que durante su gobierno —confirmado en el año 742— Palenque haya pasado por una época de tribulaciones. 

## Registros biográficos
Son muy pocos los registros que se han encontrado sobre este personaje y sobre la época de su reinado. Se ha considerado que fue hijo de su antecesor, K'inich Ahkal Mo' Naab III, sin embargo algunos mayistas —entre ellos, David Stuart y Simon Martin— piensan que es más probable que haya sido su hermano. De acuerdo a las inscripciones del tablero de K'an Tok, Upakal K'inich Janaab' Pakal realizó una ceremonia en la fecha de la cuenta larga 9.15.10.10.13 (año 742) que sólo podría haber efectuado un alto jerarca de la nobleza de Palenque.
En el tablero del Templo XXI, se encuentra tallada una escena imaginaria que retrata a tres personajes: al centro se encuentra K'inich Janaab' Pakal, a la izquierda K'inich Ahkal Mo' Naab III y a la derecha Upakal K'inich Janaab' Pakal. En el tablero de estuco de la columna del Templo XIX existe otra representación de su imagen.
Se sabe que durante el gobierno de Upakal K'inich, una noble de Palenque, Ix Chak Nik Ye' Xook, viajó a Copán para contraer matrimonio. De esta matrimonio concertado para crear lazos políticos nació el decimosexto gobernante de Copán, Yax Pasaj Chan Yopaat. Es posible que Upakal K'inich  haya gobernado hasta el año 750, pero se desconoce la fecha de su muerte. De acuerdo a las inscripciones encontradas en Palenque su siguiente sucesor es K'inich K'uk' B'alam II, sin embargo se ha descubierto una inscripción en Pomoná, fechada en el año 751, que refiere a un gobernante de Palenque llamado K'inich Kan B'alam. A pesar de que sólo existe esta única referencia, para distinguirlo con sus homónimos anteriores, se la ha identificado como K'inich Kan B'alam III.